# Perthes (Sena i Marne)
Perthes és un municipi francès, situat al departament de Sena i Marne i a la regió de Illa de França. L'any 2007 tenia 2.088 habitants.
Forma part del cantó de Fontainebleau, del districte de Fontainebleau i de la Comunitat d'aglomeració del Pays de Fontainebleau.

## Demografia

### Població
El 2007 la població de fet de Perthes era de 2.088 persones. Hi havia 750 famílies, de les quals 158 eren unipersonals (65 homes vivint sols i 93 dones vivint soles), 215 parelles sense fills, 320 parelles amb fills i 57 famílies monoparentals amb fills.
La població ha evolucionat segons el següent gràfic:
Habitants censats

### Habitatges
El 2007 hi havia 857 habitatges, 785 eren l'habitatge principal de la família, 37 eren segones residències i 35 estaven desocupats. 776 eren cases i 74 eren apartaments. Dels 785 habitatges principals, 637 estaven ocupats pels seus propietaris, 128 estaven llogats i ocupats pels llogaters i 21 estaven cedits a títol gratuït; 9 tenien una cambra, 48 en tenien dues, 96 en tenien tres, 184 en tenien quatre i 448 en tenien cinc o més. 623 habitatges disposaven pel capbaix d'una plaça de pàrquing. A 280 habitatges hi havia un automòbil i a 457 n'hi havia dos o més.

### Piràmide de població
La piràmide de població per edats i sexe el 2009 era:
| Homes | Edats   | Dones |
| ----- | ------- | ----- |
| 0     | 95 o +  | 0     |
| 4     | 90 a 94 | 0     |
| 4     | 85 a 89 | 20    |
| 20    | 80 a 84 | 16    |
| 32    | 75 a 79 | 24    |
| 40    | 70 a 74 | 44    |
| 32    | 65 a 69 | 32    |
| 36    | 60 a 64 | 44    |
| 64    | 55 a 59 | 64    |
| 96    | 50 a 54 | 72    |
| 88    | 45 a 49 | 96    |
| 76    | 40 a 44 | 76    |
| 60    | 35 a 39 | 96    |
| 40    | 30 a 34 | 44    |
| 64    | 25 a 29 | 36    |
| 72    | 20 a 24 | 56    |
| 64    | 15 a 19 | 68    |
| 108   | 10 a 14 | 76    |
| 56    | 5 a 9   | 68    |
| 36    | 0 a 4   | 36    |

## Economia
El 2007 la població en edat de treballar era de 1.410 persones, 1.045 eren actives i 365 eren inactives. De les 1.045 persones actives 969 estaven ocupades (521 homes i 448 dones) i 74 estaven aturades (34 homes i 40 dones). De les 365 persones inactives 130 estaven jubilades, 121 estaven estudiant i 114 estaven classificades com a «altres inactius».

### Ingressos
El 2009 a Perthes hi havia 802 unitats fiscals que integraven 2.159,5 persones, la mediana anual d'ingressos fiscals per persona era de 25.359 €.

### Activitats econòmiques
Dels 93 establiments que hi havia el 2007, 1 era d'una empresa extractiva, 2 d'empreses alimentàries, 1 d'una empresa de fabricació de material elèctric, 5 d'empreses de fabricació d'altres productes industrials, 14 d'empreses de construcció, 17 d'empreses de comerç i reparació d'automòbils, 10 d'empreses de transport, 2 d'empreses d'hostatgeria i restauració, 1 d'una empresa d'informació i comunicació, 8 d'empreses immobiliàries, 18 d'empreses de serveis, 9 d'entitats de l'administració pública i 5 d'empreses classificades com a «altres activitats de serveis».
Dels 19 establiments de servei als particulars que hi havia el 2009, 1 era una oficina de correu, 1 taller de reparació d'automòbils i de material agrícola, 2 paletes, 2 guixaires pintors, 1 fusteria, 2 lampisteries, 1 electricista, 3 empreses de construcció, 1 perruqueria, 1 restaurant, 3 agències immobiliàries i 1 saló de bellesa.
Dels 6 establiments comercials que hi havia el 2009, 1 era una botiga de més de 120 m², 2 fleques, 1 una fleca, 1 una botiga d'electrodomèstics i 1 una botiga de mobles.
L'any 2000 a Perthes hi havia 11 explotacions agrícoles que ocupaven un total de 414 hectàrees.

## Equipaments sanitaris i escolars
L'únic equipament sanitari que hi havia el 2009 era una farmàcia.
El 2009 hi havia 1 escola maternal i 1 escola elemental. Perthes disposava d'un col·legi d'educació secundària amb 506 alumnes.

## Poblacions més properes
El següent diagrama mostra les poblacions més properes.